# Darrius Garrett
Darrius Garrett (Raleigh, 11 aprile 1990) è un ex cestista statunitense naturalizzato ruandese.

## Carriera
Ha frequentato la McEachern High School a Powder Springs, Georgia. Nel suo anno da senior, ha tenuto una media di 16,2 punti, 11,8 rimbalzi, 4,3 stoppate e 2 palle recuperate.
Dopo l'high school, è entrato nell'Università di Richmond. Nel suo anno da freshman Garrett gioca poco. In 12 partite, fa segnare una media di 1,9 punti e 1,3 rimbalzi. Nella stagione da sophomore gioca tutte e 35 le partite e finisce settimo nell'intera Atlantic 10 per numero di stoppate con una media di 1,7 a partita (60 in totale). L'anno successivo, da junior, gioca 37 partite e chiude con 1,9 punti, 4,1 rimbalzi, 1,6 stoppate in 12,8 minuti di utilizzo. Nella stagione da senior, diventa titolare in pianta stabile e un punto di riferimento per la squadra. Finisce la stagione diventando il miglior stoppatore all-time dell'Università di Richmond con un totale di 231 stoppate. In 32 partite, segna 4,5 punti aggiungendo 6,5 rimbalzi, 1 assist e 3,3 stoppate in 25,5 minuti a partita.
Non viene scelto al Draft NBA 2012. Nell'agosto del 2012, firma per la squadra svizzera del Fribourg Olympic.
Nell'agosto del 2013 firma in Grecia, all'A.E. Neas Kīfisias. Lascia la squadra in aprile dopo 23 partite giocate.
Il 27 luglio 2014 firma un contratto annuale con la Vanoli Cremona, salvo poi risultare inidoneo all'attività agonistica nell'agosto seguente.

## Palmarès
- Atlantic 10 All-Defensive Team (2012)
- Atlantic 10 record di stoppate in singola gara (14)